# Heroscape
Heroscape è un gioco da tavolo per 2 o 4 persone. Vengono utilizzate miniature già dipinte le quali si muovono su uno scenario costruito su esagoni che si combinano fra loro.

## Il Gioco
Heroscape è stato creato nel 2004 da Craig Van Ness, Rob Daviau, e Stephen Baker (Hasbro Games).
Il gioco è per 2-4 persone ma con l'acquisto di altri segnalini e altri componenti per lo scenario può benissimo essere adatto ad un numero maggiore di giocatori (il gioco base permette la costruzione di uno scenario non molto grande). Si è venuta a creare una vasta cerchia di fan del gioco su internet.

## Heroscape prodotti

### Master Set
Il Master Set (Rise of the Valkyrie) è la scatola contenente le basi per giocare con segnalini, terreno, personaggi, dadi, regolamento.
Come detto prima, un solo set base permette di costruire uno scenario piuttosto limitato, ma acquistandone altri si possono creare mappe di gioco decisamente più grandi e complesse in modo da permettere anche l'aumento del numero di giocatori.
Nell'Ottobre 2007 è uscito il secondo Master Set 'Swarm of the Marro'. Come nel primo Master Set, anche in questa confezione c'è tutto il materiale necessario per giocare, ma il contenuto prevede nuovi terreni (palude e acqua stagnante) e nuovi personaggi. È possibile giocare solo con il secondo Master Set, oppure affiancarlo al primo ed alle altre espansioni per costruire scenari più grandi, adatti ad un maggior numero di giocatori.
Sono stati prodotti anche Master Set Marvel e D&D riproducenti ambientazioni dei supereroi Marvel e ambientazioni di Dungeon & Dragons. Anche per questi sono previste espansioni a tema.

### Espansioni
Attualmente sono presenti diverse espansioni del gioco e ne sono previste ancora in futuro.
Si possono trovare espansioni contenenti nuovi personaggi oppure nuove parti di terreno come la lava ad esempio.

#### Personaggi
Malliddon's Prophecy
- Grut Orcs
- Snipers & Vipers
- The IX Roman Legion
- Heroes of Bleakwoode

Utgar's Rage
- Drones & Minions
- Knights & The Swog Rider
- Minute Men & Wolves
- Heroes of Barrenspur

Jandar's Oath
- Gorillas & Hounds
- Kilts & Commandos
- Monks & Sentinels
- Heroes of Nostralund

Zanafor's Discovery
- Greeks & Vipers
- Lawmen & Samurai
- Heroes of Trollsford
- Soulborgs & Elves

Thora's Vengeance
- Ninja & Samurai
- Agents & Gladiators
- Elves & Soulborgs
- Soulborgs

Dawn of Darkness
- Heroes of Durgeth
- Zombies
- Archers & Kyrie
- Shades e Orcs

'
Fields of valor
- Heroes of elswin
- Valor spearmen & riflemen
- Fiends & vampires
- Templar knights

Defenders of Kinsland
- Heroes of the Moltensea
- Marro cavalry
- Militia and Wolves
- Elves

Blackmoon's Seige
- Heroes of the Moon
- Braves and Brawlers
- Dwarves and Repulsors
- Dividers and Defenders

Flagbearer
- Vydar's flagbearer
- Utgar's flagbearer
- Jandar's flagbearer
- Ullar's flagbearer
- Einar's flagbearer

### Espansioni Eroi Grandi
- Orm's return: Heroes of Laur
- Raknar's vision: Heroes of Lindesfarme
- Aquilla's alliance: Heroes of the Quagmire

#### Terreno
- The Road to the Forgotten Forest: alberi, esagoni di strada.
- Volcarren Wasteland: esagoni di lava.
- Thaelenk Tundra: esagoni di ghiaccio, ghiacciaio.
- Fortress of the Archkyrie: vari componenti per costruire un castello.
- Ticalla Jungle: palme, cespugli.

#### Miniature Promozionali
- Nerak the Glacian Swog Rider: è stata distribuita al Gencon 2005
- Elite Onyx Vipers: queste sono incluse nel Master Set in vendita da Wal-Mart
- Sir Hawthorne: è stata distribuita al Gencon 2006
- MASTER WIN CHIU WOO: è stata distribuita al Gencon 2007
- Agente Skahen: è stata distribuita al Gencon 2008

#### Heroscape: Marvel
A metà tra un Master Set ed un'espansione, Heroscape: Marvel è una estensione del gioco Heroscape interamente dedicata ai supereroi della casa americana. Il regolamento è lo stesso di Heroscape, l'ambientazione è quella di una città dei nostri giorni (con asfalto, cemento, muri in mattoni) ed i personaggi disponibili nel set sono:
- Abomination
- Capitan America
- Doctor Doom
- Incredibile Hulk
- Iron Man
- Red Skull
- Silver Surfer
- Spider Man
- Thanos
- Venom

## Traduzioni
Si può trovare in italiano, oltre ovviamente al set base, Malliddon's Prophecy e Utgar's Rage. C'è da segnalare però che la traduzione in italiano è piena di errori ,anche gravi,inaccettabili visto il costo non proprio contenuto. Diverse persone infatti acquistano oltreoceano dove si trovano tutte le espansioni uscite finora.

## Magic: Arena of the Planeswalker
Gioco della Wizards of the Coast uscito nel 2015. Nonostante sia un prodotto a sé stante, il regolamento è quasi uguale a quello di Heroscape, e anche gli scenari sono perfettamente compatibili. I protagonisti sono i Planeswalker, provenienti dall'universo narrativo del celebre gioco di carte Magic The Gatering, che hanno il potere di evocare vari guerrieri dal multiverso, per farli combattere per loro. La sovrapposizione di regolamento ed elementi scenici ha favorito il mix tra i due giochi, con regole speciali scritte dai fan.